# Anne O'Brien
Anne O'Brien (Dublino, 25 gennaio 1956 – Roma, 29 agosto 2016) è stata una calciatrice e allenatrice di calcio irlandese, di ruolo attaccante.
(Anne O'Brien)

## Carriera

### Club
Iniziò a giocare per strada da bambina, le è sempre piaciuto giocare al calcio, ce l'aveva nel sangue. In famiglia c'erano i cugini Johnny Giles (Giles era il cognome della mamma), capitano del Leeds United, e Jimmy Conway (che all'epoca giocava nel Fulham, che si alternava fra la Seconda e la Terza Divisione), a giocare spesso con lei, ma non esistevano all'epoca tornei femminili. Nel 1966 fu la mamma ad organizzare un torneo fra i figli dei lavoratori delle fabbriche e lei che aveva solo 10 anni era una delle più piccole.
Quando nel 1969 nacque la prima squadra di calcio femminile, il Julian Bars (maglie e colori del Celtic), Anne aveva già scelto anche di competere nel mezzofondo, correndo soprattutto gli 800 e i 1500 metri piani potenziando le sue doti di resistenza fisica. Avendo imparato a controllare la palla giocando sempre con i maschi per strada, lei contro le altre ragazze fu notevolmente avvantaggiata. Nei contrasti le altre non la fermavano e lei volava a rete oppure fungeva da rifinitore e play-maker. Nel primo anno di attività del Julian Bars fu organizzata a Dublino la "John Drumcondra Cup" e la sua squadra vinse la finale per 3-2 grazie ai 3 gol segnati da lei.
Trasformatosi il suo club in All Stars optando per la maglia biancorossa dell'Arsenal, la squadra divenne una delle più conosciute in Irlanda. In occasione di una tournée dello Stade Reims a Dublino le squadre femminili di Dublino schierarono contro le francesi una rappresentativa cittadina e lei fu utilizzata nel suo ruolo abituale. Nel 1973 Pierre Geoffroy, il presidente del club femminile francese fu molto impressionato dalla sua esibizione e le chiese di giocare le altre partite con loro. La nazionale irlandese la schierò per la prima volta al Parc des Princes contro la nazionale francese prima dell'incontro Francia Under 21-Italia Under 21 (1-1) in cui l'Italia schierò Antognoni, Graziani e Oriali, e in quell'incontro lei fu premiata quale miglior calciatrice in campo.
Fu poco prima di natale che Pierre Geoffroy chiese ai suoi genitori di poterla tesserare e utilizzarla in campionato e la mamma, che aveva sempre appoggiato la scelta di Anne di voler giocare al calcio, le dette il permesso di andare via di casa (a 18 anni non ancora compiuti) per giocare in Francia. Quando lei arrivò a Reims nel 1973 i campionati non esistevano ancora: giocò le amichevoli. Lei vinse perciò con lo Stade Reims solo il campionato 1974-1975. Con la squadra francese fece anche una tournée a Guadalupa e ad Haiti giocando contro le squadre maschili in stadi tutti pieni e circa 40-45.000 spettatori ad assistere alle loro partite.

### L'arrivo in Italia
La Lazio aveva già avuto in passato avuto rapporti con lo Stade Reims nel 1970 ed era alla ricerca di un attaccante quando le fu segnalata Anne. La società mandò a Reims un osservatore e la convocarono per un provino prendendola subito. Anne si trovò subito bene con il presidente Bruno Valbonesi e per lei Roma e l'Italia diventarono una seconda patria aggiungendo al suo palmarès i primi scudetti italiani del 1979 e 1980 e la Coppa Italia 1977 al fianco delle nazionali Maura Furlotti, Rosa Rocca, Luciana Meles, Ida Golin e la cannoniera danese Susanne Augustesen.
Nella stagione 1983 il Marmi Trani 80, dopo il 3º posto ottenuto nella stagione precedente, volle costruire la squadra da scudetto e prelevò lei e la Augustesen dalla Lazio. Il risultato fu immediato, ma l'obbiettivo non fu raggiunto alla prima stagione solo perché il Marmi Trani 80 perse lo spareggio-scudetto contro l'Alaska Gelati Lecce. Il successivo campionato 1984 per Anne significò fregiarsi del terzo scudetto italiano.
Ha già residenza stabile a Roma quando, tornata alla Lazio, gioca con le biancocelesti due campionati vincendo la Coppa Italia 1985. Nei seguenti campionati è sempre Anne O'Brien una delle calciatrici più importanti per poter raggiungere l'agognato scudetto. Ci provano in tante, ma ci riescono solo la Reggiana e il Milan Salvarani.
È durante la stagione 1986-1987 a Modena che non termina il campionato rimanendo ferma per due mesi a causa della gravidanza e, dopo aver partorito Andrea, ritorna in squadra due settimane dopo allattando il bimbo negli spogliatoi.
Le occasioni per tornare in Irlanda furono per lei molto poche e durante il campionato vinto a Milano con il Milan Salvarani la madre assistette al conseguimento dell'ultimo scudetto, una doppia soddisfazione sia per lei che la madre che le aveva dato fiducia. Il peggioramento delle condizioni di salute del genitore e il mancato rientro in Irlanda per poter assistere alla sua malattia furono per lei causa di frustrazione e grande dispiacere, anche se poté vederla prima della sua dipartita. Aveva 38 anni e si sentiva fisicamente di poter continuare ancora l'attività sportiva, ma la perdita della madre per lei fu un brutto colpo. Smise di giocare.

### La carriera da allenatrice
Alla fine del campionato 1991-1992 Anne si iscrive al corso allenatori e ottiene il patentino di terza categoria con specializzazione calcio femminile a Coverciano. La stagione successiva oltre a giocare con le rossonere inizia ad allenare la squadra primavera.
Dopo la fine della carriera agonistica, col suo rientro a Roma, iniziò ad allenare i bambini e le bambine di alcune scuole calcio a Fregene e a Maccarese.
In seguito la Divisione Calcio Femminile la volle per allenare dapprima la rappresentativa Under 20 e in seguito Under 14, Under 15 e Under 17. Particolarmente significativa per lei è stata l'esperienza fatta in occasione del "Torneo Beppe Viola" che si svolge ogni anno ad Arco in provincia di Trento in cui ritrovò le ex compagne di squadra della Lazio Maria Teresa Cartolari, Maura Furlotti e Rosa Rocca.
Le squadre allenate in campionato in seguito (Lazio e Woman Civitavecchia) sono la ciliegina sulla torta di una carriera da allenatore ormai completamente dedicata ad insegnare ai bambini piccoli e ai più giovani i fondamentali del calcio.
È morta a Roma il 29 agosto 2016 all'età di 60 anni dopo una lunga malattia.

## Palmarès

### Club
- Campionato femminile francese: 1

Stade Reims: 1974-1975
- Campionato italiano: 6

Lazio: 1979, 1980
Trani 80: 1984
Reggiana: 1989-1990, 1990-1991
Milan Salvarani: 1991-1992
- Coppa Italia: 2

Lazio: 1977, 1985

## Cronologia in Nazionale Irlandese
Da quando Anne O'Brien lasciò l'Irlanda per iniziare la sua carriera calcistica è stata chiamata in nazionale poche volte. La federazione irlandese non poteva sobbarcarsi il costo delle sue trasferte perciò preferì non convocarla malgrado fosse la calciatrice irlandese più importante e conosciuta in Europa per la sua carriera sportiva e i titoli vinti. Lo fece solo in occasione delle qualificazioni all'Europeo 1991.
| Cronologia completa delle presenze e delle reti in nazionale ― Irlanda | Cronologia completa delle presenze e delle reti in nazionale ― Irlanda | Cronologia completa delle presenze e delle reti in nazionale ― Irlanda | Cronologia completa delle presenze e delle reti in nazionale ― Irlanda | Cronologia completa delle presenze e delle reti in nazionale ― Irlanda | Cronologia completa delle presenze e delle reti in nazionale ― Irlanda | Cronologia completa delle presenze e delle reti in nazionale ― Irlanda | Cronologia completa delle presenze e delle reti in nazionale ― Irlanda |
| Data                                                                   | Città                                                                  | In casa                                                                | Risultato                                                              | Ospiti                                                                 | Competizione                                                           | Reti                                                                   | Note                                                                   |
| ---------------------------------------------------------------------- | ---------------------------------------------------------------------- | ---------------------------------------------------------------------- | ---------------------------------------------------------------------- | ---------------------------------------------------------------------- | ---------------------------------------------------------------------- | ---------------------------------------------------------------------- | ---------------------------------------------------------------------- |
| 10/10/1973                                                             | Parigi                                                                 | Francia                                                                | 4 - 1                                                                  | Irlanda                                                                | Amichevole                                                             | -                                                                      |                                                                        |
| 29/04/1990                                                             | Dublino                                                                | Irlanda                                                                | 0 – 0                                                                  | Paesi Bassi                                                            | Qualif. Europei 1991                                                   | -                                                                      |                                                                        |
| Totale                                                                 |                                                                        | Presenze                                                               | 2                                                                      |                                                                        | Reti                                                                   | 0                                                                      |                                                                        |